# 安曇三国
安曇 三国（あずみ の みくに、生没年不詳）は、奈良時代の貴族。姓は宿禰。官位は従五位下・防人部領使掾。

## 経歴
孝謙朝の天平勝宝7年（755年）武蔵国防人部領使の掾として筑紫に赴任する途中で、防人が詠んだ和歌20首を大伴家持に伝えた。このうち12首が『万葉集』に採録されている。この時の位階は正六位上。
天平宝字8年（764年）藤原仲麻呂の乱終結後に行われた叙位にて従五位下に叙爵している。

## 官歴
注記のないものは『続日本紀』による。
- 時期不詳：正六位上
- 天平勝宝7年（755年）2月29日：見武蔵国防人部領使掾[2]
- 天平宝字8年（764年）10月7日：従五位下